# Zseleznica (Kratovo)
Zseleznica (macedónul: Железница) település Észak-Macedóniában, a Északkeleti körzetben, Kratovo községben.

## Népesség
| Lakosok száma | 362  | 391  | 397  | 393  | 313  | 283  | 267  | 220  | 166  |
|               | 1948 | 1953 | 1961 | 1971 | 1981 | 1991 | 1994 | 2002 | 2021 |

- 2002-ben 220 lakosa volt, akik mindannyian macedónok.